# Izsák Imre
Izsák Imre Gyula  (Zalaegerszeg, 1929. február 21. – Párizs, 1965. április 21.) magyar matematikus, fizikus, csillagász, égi mechanikus.

## Élete
Izsák Imre édesapja, Izsák Gyula földrajz–biológia szakos tanárként tanított Zalaegerszegen. Édesanyja, Pálfi Aranka matematika–fizika szakos tanár volt. (Nagybátyja, Szele Tibor szegedi matematikaprofesszor.)
Elemi iskoláit Zalaegerszegen végezte, majd 1939-ben, édesanyja tragikusan korai halála után a kőszegi katonai alreáliskolában tanult tovább. Itt nagy hatással volt rá földrajz- és természetrajztanára, Zerinváry Szilárd, aki később országos hírű lett a csillagászatról, a csillagokról írt műveivel.
Kiemelkedő matematikai képességei miatt az esztergomi Görgey Artúr Műszaki Hadapród Iskolába küldték tovább. A világháború végén 1944-ben az egész hadapródosztályt Németországba hurcolták, ott hadifogságba esett.
A hadifogságból hazatérve szülővárosába még 1945 őszén beiratkozott a Deák Ferenc Gimnázium VI. osztályába (a mai Zalaegerszegi Zrínyi Miklós Gimnáziumba). A következő évben a VII. és VIII. évfolyamot egyszerre végezte el kitűnő eredménnyel, s országos matematikaversenyeken 1–2. helyezéseket ért el.
A budapesti tudományegyetemen matematika–fizika szakon végzett, Eötvös-kollégista volt. Másodéves korában nagy feltűnést keltő cikket publikált, ugyanis nem hitték, hogy a differenciálgeometriai témájú cikket egy fiatal hallgató írta. Földes István előadásai hatására figyelme az égi mechanika felé terelődött. Még hallgató korában a Konkoly Thege Miklós által alapított obszervatórium asszisztense, majd az egyetem elvégzése után, 1951 nyarán ugyanennek az intézetnek a munkatársa lett. A csillagvizsgálóban Detre László és Balázs Júlia keze alá került, és közelségükben már 22 évesen aspiráns.
1953-ban az MTA Szabadsághegyi Csillagvizsgáló intézetének munkatársa lett, majd a szegedi egyetemen oktatott.
A háromtest-probléma, illetve a soktest-probléma foglalkoztatta, a változócsillagok fényváltozásait tanulmányozta. Doktori védése után – nem törődve azzal az általános véleménnyel, hogy az égi mechanika már lezárt terület – visszatért kedvenc témájához, és műhold- és rakétapályák elméletével kezdett foglalkozni.
A téma gyakorlati alkalmazására csak a Szovjetunióban, illetve az Egyesült Államokban nyílt volna lehetőség, a hazai nemzetközi kapcsolatok azonban kimerültek egy-egy szovjetunióbeli konferenciában. Ezért 1956 novemberében, a forradalom időszakában – kihasználva a határok megnyílását – Ausztriába disszidált.
Innen rövidesen Svájcba utazott; a zürichi Csillagvizsgáló igazgatója állást ajánlott neki. 1957. január 9-én érkezett Zürichbe, s már áprilisban a napfizikai obszervatórium állandó munkatársává nevezték ki. Munkája mellett csillagászati hely- és időmeghatározást oktatott egyetemi hallgatóknak. Elkezdett angolul tanulni, és bekapcsolódott a nemzetközi tudományos életbe. Műholdak pályaszámításával kapcsolatos eredményeire felfigyelve meghívták az Ohio állambeli Cincinnatibe (USA). Hamarosan a téma egyik elismerten legjobb szakembere lett; újabb állásajánlatot kapott: ezúttal a cambridge-i (USA) Smithsonian Institution Astrophysical Observatory hívta meg. Ez az intézet foglalkozott az USA-ban a műholdak pályaadatainak feldolgozásával. 1959 szeptemberében foglalta el cambridge-i állását, mely rövid életének legnagyobb sikereit hozta. Számítógépen dolgozhatott, ami szükséges volt ahhoz, hogy a korábbinál sokkal pontosabb számításokat el tudja végezni. Feszült tempóban dolgoztak; munkatársaival együtt sorra publikálta cikkeit, kutatásaikat kiterjesztették a mesterséges holdak geodéziai alkalmazásának határterületére is.
Számításainak célja a Föld alakjának pontos meghatározása volt. Az régóta ismert volt, hogy a Föld alakja közelítőleg forgási ellipszoid, ő viszont a műholdak mozgásának megfigyelt adataiból kiszámította az ettől való eltéréseket. Az égi mechanika klasszikus feladatában a tömegeloszlást ismerve kell a hold pályáját meghatározni; ennek ő a fordítottját oldotta meg. A számításban harmonikus közelítést alkalmazott, vagyis a Föld gravitációs terét összerakta gravitációs monopólusból, dipolból, kvadrupolból stb.; az így kiszámított alak nem a Föld valódi alakja, hanem csak a gravitációs hatása egyezik meg azzal. Kiderült, hogy az Egyenlítő alakja nem pontosan kör, hanem mintegy négyszáz méternyire eltér attól. Ezen eredménye nagyságrendekkel pontosabb volt minden korábbi becslésnél.
1961. június 1-jén hivatalosan is bejelentette a Föld alakjának és felszíni pontjainak pontos meghatározására vonatkozó számításait, mellyel a tudományos érdeklődés középpontjába került, szinte egyik napról a másikra világhírű lett. Sorra kapta meghívásait, előadásokat tartott szerte a világon. Továbbra is sokat dolgozott, elvállalta egy a mesterséges holdak mozgásáról szóló egyetemi tankönyv megírását, s közben előadásokat tartott a Harvard Egyetemen. Érdemei elismeréseképpen a Nemzeti Űrhajózási Hivatal (NASA) tudományos főmunkatársa lett. 1962. június 7-én megnősült. Felesége, Emily Kuempel Brady angol irodalmat tanított a bostoni egyetemen. 1964. február 24-én megkapta az amerikai állampolgárságot, ősszel pedig fia született, akinek az Endre (Andrew) nevet adták.
1965 áprilisában Párizsba utazott egy műholdas geodéziai szimpóziumra. Egy reggel hiába várták: 1965. április 21-én este szállodai szobájában szívroham végzett vele, 36 éves volt ekkor. Cambridge-ben temették el április 28-án.

## Emlékezete a csillagászatban
- Izsák kráter a Holdon: 23.3° Déli sz. 117.1° Keleti h. (A Ciolkovszkij és Fermi kettőskrátertől nyugatra található a Hold túlsó oldalán)
- 1546 Izsák Kisbolygó Felfedező : Kulin György https://web.archive.org/web/20071215204459/http://esztergom.mcse.hu/files/old/magyar/minor.html
- ELTE Izsák Imre Gyula Asztrofizikai Obszervatóriuma (Budapest) 2007 óta: http://astro.elte.hu Archiválva 2011. július 22-i dátummal a Wayback Machine-ben

## Nyomtatott források
- Magyar tudóslexikon A-tól Zs-ig. Főszerk. Nagy Ferenc. Budapest: Better; MTESZ; OMIKK. 1997. 407–408. o. ISBN 963-85433-5-3